# Xavier Lesage
Xavier Lesage   (Moret-sur-Loing, 25 d'octubre de 1885 - Gisors, 3 d'agost de 1968) va ser un militar i genet francès, especialista en doma, que va competir durant les dècades de 1920 i 1930. Després de la Primera Guerra Mundial fou destinat a l'Escola d'Equitació de Saumur, on en fou el primer instructor entre 1935 i 1939.
El 1924 va prendre part en els Jocs Olímpics de París, on va guanyar la medalla de bronze en la prova de doma individual del programa d'hípica, amb el cavall Plumard. Vuit anys més tard, als Jocs de Los Angeles, guanyà la medalla d'or en les proves de doma individual i per equips, amb el cavall  Taine.
Fou condecorat amb la Legió d'Honor.